# 威爾士地理

威爾士地圖

威爾士地理是关于威尔士的区域地理，由于威尔士是英國的構成國家之一，也属于英国地理的研究内容。
威爾位於大不列顛島中南部的西側，北部臨愛爾蘭海，南部則臨布里斯托爾灣。威爾士東部和英格蘭接壤，西部則臨大西洋、聖喬治海峽和愛爾蘭海。威爾士國土的南北跨度是約274公里，東西最窄處則長約97公里。威爾士的國土面積是20,779平方公里，海岸線長1200公里。威爾士沿岸有數個離島，其中最大的是安格爾西島。2014年，威爾士有人口約3,092,000人。位於威爾士東南部的加迪夫是威爾士首都，也是威爾士最大的都市，其大都市區的人口有1,097,000人，並且包括了其東部的紐波特。威爾士的第二大都市則是斯旺西，同樣位於南威爾士但比加迪夫偏西。威爾士的土地面積中，3%是耕地；73%是草地；1%是其他農業用地；13%是森林；10%是都市用地。威爾士管轄有22個單一管理區。威爾士的大多數人口和工業都集中在南威爾士。威爾士的最高峰是斯諾登山。